# Олег Долматов
Олег Долматов (на руски: Олег Долматов) е съветски и руски футболист и треньор. Почетен треньор на Русия.

## Кариера
Започва футболната си кариера в Красноярск, където играе в местния футболен клуб Автомобилист.
От 1967 до 1971 г. Долматов играе за Кайрат Алмати.
От 1972 до 1979 г. играе за Динамо Москва, с който през 1976 г. става шампион на СССР, а през 1977 г. той печели Купата на СССР. В продължение на пет години е капитан на отбора.

### Национален отбор
Долматов дебютира за СССР на 18 септември 1971 г. в приятелски мач срещу Индия. Той има общо 14 мача за националния отбор на СССР и участва на Евро 1972. Той също така играе в една квалификационна среща за Световната купа през 1978 г.

## Отличия

### Отборни
Динамо Москва
- Съветска Висша лига: 1976 (пролет)
- Купа на СССР по футбол: 1977